# Gaston Philips
Gaston Pierre Marie Felix Philips (Schaarbeek, 11 maart 1884 - Brussel, 21 februari 1951) was een Belgisch senator en burgemeester.

## Levensloop
Philips werd beroepshalve bankier. Hij was betrokken bij de financiële problemen van de Bank van de Belgische Boerenbond en werd hierdoor een van de schietschijven waarop het rexisme zijn pijlen richtte.
Philips begon als wisselagent in Brussel. Tijdens de Eerste Wereldoorlog stichtte hij de Bank G. Philips en Cie, die verborgen sparreserves wist aan te trekken. Na de oorlog verwierf hij de Caisse des Propriétaires en beide instellingen versmolt hij in 1926 tot Crédital, met hemzelf tot meerderheidsaandeelhouder. In 1931 fusioneerde hij met de Algemeene Bankvereeniging van de Boerenbond en hij werd er afgevaardigd bestuurder van. Hij had ook een aanzienlijke invloed in het moederbedrijf, de Middenkredietkas, spaarkas voor de Boerenbondleden. De crisis en de moeilijkheden binnen de banken, meer bepaald die van de Boerenbond, maakten dat Philips werd opzijgeschoven.
Hij werd ook eigenaar van de katholieke krant Le XXième siècle.
Sinds 1921 was hij gemeenteraadslid en burgemeester van Goetsenhoven.
In 1930 werd hij katholiek provinciaal senator voor de provincie Brabant, een mandaat dat hij tot in 1936 vervulde.